# Изюк
Изюк — деревня в Вагайском районе Тюменской области, входит в состав Первовагайского сельского поселения.

## География
Деревня находится на берегах реки Духова и озера Изюкское, около автодороги 71Н-503.

### Часовой пояс
Деревня Изюк, как и вся Тюменская область, находится в часовой зоне МСК+2. Смещение применяемого времени относительно UTC составляет +5:00.

## Население
| 2010 |
| ---- |
| 33   |

## Улицы
- ул. Изюкская,
- пер. Изюкский,
- ул. Приозёрная.